# José Eduardo Agualusa
José Eduardo Agualusa Alves da Cunha (Huambo, 13 de Dezembro de 1960) é um jornalista, escritor e editor angolano de ascendência portuguesa e brasileira.[ligação inativa]

## Biografia
Nascido em Huambo, na então África Ocidental Portuguesa, é neto materno de Joaquim Fernandes Agualusa, Oficial da Ordem Civil do Mérito Agrícola e Industrial Classe Industrial a 13 de Maio de 1960.
Estudou agronomia e silvicultura no Instituto Superior de Agronomia da Universidade Técnica de Lisboa. Colaborou com o jornal português Público desde a sua fundação; na revista de domingo desse diário (Pública) assinava uma crónica quinzenal.  Escreveu crónicas para a revista portuguesa LER e o portal Rede Angola. Escreve crônicas para o jornal brasileiro O Globo e para a revista portuguesa Visão. Na RDP África é realizador do programa A Hora das Cigarras, sobre música e poesia africana.[carece de fontes?]
Em 2006 lançou, juntamente com Conceição Lopes e Fátima Otero, a editora brasileira Língua Geral, dedicada apenas a autores de língua portuguesa.
Numa entrevista, o escritor responde a pergunta, "Quem é o Eduardo Agualusa? "Quem eu sou não ocupa muitas palavras: angolano em viagem, quase sem raça. Gosto do mar, de um céu em fogo ao fim da tarde. Nasci nas terras altas. Quero morrer em Benguela, como alternativa pode ser Olinda, no Nordeste do Brasil". [carece de fontes?]
Perguntado se se diverte escrevendo, Agualusa explica: "Escrever me diverte, e escrevo também, porque quero saber como termina o poema, o conto ou o romance. E ainda porque a escrita transforma o mundo. Ninguém acredita nisto e no entanto é verdade."

## Obras
- A Conjura (romance, 1989) - Prémio Revelação Sonangol (1989
- D. Nicolau Água-Rosada e outras estórias verdadeiras e inverosímeis (contos, 1990)
- O coração dos Bosques (poesia, 1991)
- A feira dos assombrados (novela, 1992)
- Estação das Chuvas (romance, 1996)
- Nação Crioula: correspondência secreta de Fradique Mendes (romance, 1997)
- Fronteiras Perdidas, contos para viajar (contos, 1999)
- Um Estranho em Goa (romance, 2000)
- Estranhões e Bizarrocos (literatura infantil, 2000)
- A Substância do Amor e Outras Crónicas (crónicas, 2000)
- O Homem que Parecia um Domingo (contos, 2002)
- O Ano em que Zumbi Tomou o Rio (romance, 2001)
- Catálogo de Sombras (contos, 2003)
- O Vendedor de Passados (romance, 2004)
- Manual Prático de Levitação (contos, 2005)
- A girafa que comia estrelas (novela, 2005)
- Passageiros em Trânsito (contos, 2006)
- O filho do vento (novela, 2006)
- As Mulheres do Meu Pai (romance, 2007)
- Na rota das especiarias (guia, 2008)
- O meu filho quer ser vampiro (ficção, 2008)
- Barroco Tropical (romance, 2009)
- Milagrário Pessoal (romance, 2010)
- Nweti e o mar: exercícios para sonhar sereias (infantil, 2011)
- Teoria Geral do Esquecimento (romance, 2012)
- A educação sentimental dos pássaros (romance, 2012)
- A vida no céu (romance, 2013)
- A Rainha Ginga (romance, 2014)
- O Livro dos Camaleões (contos, 2015)
- A Sociedade dos Sonhadores Involuntários (romance, 2017)
- O Paraíso e Outros Infernos (crónicas, 2018)
- Vidas e Mortes de Abel Chivukuvuku - Uma Biografia de Angola (biografia, 2023)
- Mestre dos batuques (romance, 2024)

Outros:
• Geração W (peça de teatro montada em Portugal em 2004)
• Chovem amores na Rua do Matador (peça de teatro escrita juntamente com Mia Couto, estreada em Portugal em 2007)
• Aquela Mulher (texto para monólogo teatral estrelado por Marília Gabriela e direcção de Antônio Fagundes, montado em São Paulo, Brasil, em 2008 e Rio de Janeiro, Brasil, em 2009)
• Lisboa Africana (reportagem, 1993—com o jornalista Fernando Semedo e a fotógrafa Elza Rocha)
1. ↑  «Angolano, cidadão do mundo». Portal Fórum. 20 de outubro de 2011. Consultado em 13 de junho de 2016
2. ↑  «Cidadãos Nacionais Agraciados com Ordens Portuguesas». Resultado da busca de "Joaquim Fernandes Agualusa". Presidência da República Portuguesa. Consultado em 2 de dezembro de 2014
3. ↑  Rozário, Denise. Palavra de Poeta. Rio de Janeiro: Bertrand Brasil, 1999. pp. 362-3.

## Prémios
O seu primeiro romance - A Conjura - recebeu o Prémio de Revelação Sonangol. Com Nação Crioula foi distinguido com o Grande Prémio Literário RTP. Fronteiras Perdidas obteve o Grande Prémio de Conto Camilo Castelo Branco da Associação Portuguesa de Escritores, enquanto Estranhões e Bizarrocos obteve o Grande Prémio Gulbenkian de Literatura para Crianças e Jovens, em 2002.[carece de fontes?]
Em 2007 recebeu o prestigioso "Prémio Independente de Ficção Estrangeira", promovido pelo diário britânico The Independent em colaboração com o Conselho das Artes do Reino Unido, pelo livro O Vendedor de Passados. Foi o primeiro escritor africano a receber tal distinção.[carece de fontes?]
Beneficiou de três bolsas de criação literária: a primeira, concedida pelo Centro Nacional de Cultura em 1997 para escrever Nação Crioula; a segunda em 2000, concedida pela Fundação Oriente, que lhe permitiu visitar Goa, Índia, durante três meses e na sequência da qual escreveu Um Estranho em Goa; a terceira em 2001, concedida pela instituição alemã Deutscher Akademischer Austauschdienst. Graças a esta bolsa viveu um ano em Berlim, e foi lá que escreveu O Ano em que Zumbi Tomou o Rio. Em 2009, foi convidado pela fundação holandesa Fonds voor de Letteren a passar dois meses em Amesterdão, onde escreveu Barroco Tropical.
Em 2017, ganhou o Prêmio Literário Internacional IMPAC de Dublin pela obra Teoria Geral do Esquecimento.

## Recepção crítica
Pires Laranjeira descreve o autor assim: "Agualusa alia à sua capacidade de fundamentação histórica a facilidade de fluência da enunciação, cauterizadas com episódios burlescos, sentimentais e maravilhosos".

## Estudos sobre a obra de Agualusa
- Karimi, Kian-Harald: "Sempre em viagem: nações deslizantes como formas do pensamento no romance ‘Nação Crioula’ de José Eduardo Agualusa." Identidades em Movimento. Construções identitárias na África de língua portuguesa e reflexos no Brasil e em Portugal (Hrsg. Doris Wieser, Enrique Rodrigues-Moura).  Frankfurt/Main, TFM (Biblioteca luso-brasileira), 2015, pp. 141-172. ISBN 978-3-939455-12-7
- Salgado, Maria Teresa. "José Eduardo Agualusa: Uma ponte entre Angola e o mundo." África & Brasil: letras em laços. Ed. Maria do Carmo Sepúlveda. Rio de Janeiro: Atlântica, 2000. pp. 175–196.